# Туристичка организација Града Врања
| Туристичка организација Града Врања |                                      |
|                                     |                                      |
| Оснивач:                            | Град Врање                           |
| Седиште:                            | Др Димитрија Јовчића 6 Врање, Србија |
| Директор:                           | Стефан Филиповић                     |
| Веб презентација                    |                                      |

Туристичка организација Града Врања је једна од јавних установа града Врања, са циљем промоције и подстицаја развоја туризма.
Туристичка организација је основана 1995. године, а почела са радом 1. јануара 1996. године. Од самог почетка, Туристичка организација је усмерила своје активности ка очувању богате врањске традиције, те изналажењу могућности да се маркетиншки презентују.
Бави се промоцијом културних, привредних и туристичких вредности и потенцијала, сувенирском и издавачком делатношћу, дистрибуцијом туристичко-пропагандног материјала, учешћем на берзама и сајмовима туризма, организовањем излета, спортских, културних и туристичких манифестација.
Штампањем публикација о Врању и околини, разгледница, туристичког водича, интернет презентацијама, Туристичка организација Врање пружа ближе информације о туристичким објектима и ресурсима на територији града и околине и самим тим анимира потенцијалне госте. 
Циљ Туристичке Организације Врање је унапређење и промоција туристичке понуде врањског краја.